# George Hamilton Kenrick
George Hamilton Kenrick (1850 - 28 de mayo de 1939) fue un entomólogo inglés especializado en lepidópteros, particularmente en los de Nueva Guinea. Fue un importante pedagogo de ideas liberales, miembro de la Royal Entomological Society, y fue concejal en Birmingham.

## Vida
Kenrick nació en 1850. Era hijo de Timothy Kenrick de Edgbaston, y nieto de Archibald Kenrick, fundador de la empresa de cuchillería Archibald Kenrick & Sons, en West Bromwich. Después de estudiar en Brighton y en el University College de Londres, trabajó durante dos años como ingeniero en Nettlefolds en Smethwick, donde su hermano era gerente. Luego se incorporó a la empresa de su padre, de la que fue presidente durante muchos años.
Kenrick se comprometió con la política local de la educación primaria y superior y a los 30 años se convirtió en miembro del consejo escolar de Birmingham tras la dimisión del Dr. Dale. Promovió el entrenamiento físico en las escuelas y fomentó el deporte, creando el Kenrick Shield en 1883. En 1908 fue alcalde de Birmingham durante un año.
Su colección de mariposas y polillas del mundo se encuentra en el Museo y Galería de Arte de Birmingham, excepto los tipos, que están en el Museo de Historia Natural de Londres.
A principios del siglo XX, Kenrick empezó a escribir sobre mariposas tropicales. Envió al naturalista Antwerp Edgar Pratt y a sus dos hijos, Carl Brenders Pratt y Felix Biet Pratt 1902-1903 a la parte británica de Nueva Guinea, y de 1909 a 1910 a las montañas Arfak a la Nueva Guinea Neerlandesa. Ambas expediciones, en las que se descubrieron cientos de nuevas especies de mariposas (incluida la Ornithoptera rothschildi), fueron muy fructíferas. En la década de 1930, Kenrick vendió su colección de mariposas en el Museo de Historia Natural de Birmingham. Kenrick fue miembro de la Royal Entomological Society (FRES).
Kenrick fue nombrado caballero por el rey Eduardo VII en 1909, durante una visita real a Birmingham, cuando él era aún alcalde.

## Publicaciones
- 1907: Un listado de polillas de la familia Pyralidae recopiladas por A.E. Pratt en la Nueva Guinea Británica en 1902-3, incluyendo descripciones de nuevas especies. Proceedings of the Zoological Society of London 1907: 68-87.
- 1909: Descripciones de algunas especies nuevas del género Delias del norte de Nueva Guinea, recopiladas de forma reciente por el señor C. E. Pratt. -  Annals and Magazine of Natural History (serie 8) 4: 176-183, pis 6, 7.
- 1911: Algunas mariposas desconocidas originarias de la Nueva Guinea Neerlandesa. Trans. ent. Soc. Lond. 1911 (1): 16-20, pl. 3-4.
- 1912: Un listado de polillas de la familia Pyralidae recopiladas por Felix B.Pratt y Charles B. Pratt en la Nueva Guinea Neerlandesa entre 1909 y 1910; incluye descripciones de nuevas especies. - Proc. of the Zoological Soc. of London 1912 (2): 546-555, pl.68.
- 1914: Heteróceros nuevos o poco conocidos de Madagascar. - Transactions of the entomological Society of London 1913(4):587-602, pls. 31-32.
- 1917: Heteróceros nuevos o poco conocidos de Madagascar. - Transactions of the entomological Society of London 1917:85-101, pls. 1-6.